# Wehrturm (Engelshagen)
Koordinaten: 51° 9′ 46,77″ N, 7° 18′ 44,83″ O
Der Wehrturm Engelshagen ist der Rest eines befestigten Wohnhauses in Engelshagen in Hückeswagen, Nordrhein-Westfalen.
Es befindet sich in der Ortschaft Engelshagen. Von dem Gebäude aus dem 17. Jahrhundert ist außer dem Keller das bruchsteingemauerte Erdgeschoss erhalten geblieben. Ehemals war der Turm doppelt so hoch. Außerdem zeigen zwei Schießscharten noch seine frühere Funktion an, die er im 18. Jahrhundert bereits verloren hatte. Aus dem 18. Jahrhundert stammt auch der Anbau des Wohnhauses.
Zweck des Gebäudes war Schutz der Bevölkerung bei kriegerischen Auseinandersetzungen. Im ländlichen Raum wurden feste Höfe errichtet, deren wehrhafte Einrichtungen den Selbstschutz gewährleisteten. Als Verteidigungs- und Zufluchtsstätte dienten dabei die so genannten „Steengaden“, bei denen es sich um bergfriedartige Wohn- und Wehrtürme handelte. Sie wurden im Gegensatz zur herkömmlichen Fachwerkbauweise vollständig aus Stein erbaut.